# Acura ARX-02a
Acura ARX-02a — спортпрототип компанії Acura і Honda Performance Development, підрозділів концерну Honda, для перегонів Американської серії Ле Мана, що був створений відповідно до регламенту Прототипів Ле Ману класу LMP2, але з економічних причин того року при кваліфікації не поділяли машин на класи LMP1 і LMP2. Розроблений на заміну моделі Acura ARX-01, що брала участь у перегонах Американської серії Ле Ман (англ. American Le Mans Series) (LMP2) (2007–2009). У сезоні 2009 Acura стала першим виробником, чиї моделі Acura ARX-02a і Acura ARX-01b в одному сезоні отримали титули у перегонах LMP1 і LMP2.

## Історія
Модель Acura ARX-02a презентували публіці 28 січня 2009 перед першими перегонами чергового чемпіонату на зимових тестових заїздах у Себрінгу, хоча перші таємні заїзди прототип проходив там ще у грудні 2008. Аеродинамічні дослідження кузова провели у Каліфорнії та Великої Британії. Модель отримала великі передні і задні шини Michelin однакового розміру, у передній частині зняли спойлер. Кузов типу монокок виконано з композитних вуглепластикових панелей з алюмінієвим сотовим армуванням.
Мотор доповнила 6-ступінчаста секвентальна коробка передач Xtrac з можливим лише послідовним перемиканням передач.

## Змагання
Команди Highcroft Racing (2 екз.) і De Ferran Motorsports (1 екз.) виставили 2009 три Acura ARX-02a у чемпіонаті Американської серії Ле Ман. У дебютних перегонах 12 годин Себрингу у Флориді вони зійшли з треку через технічні проблеми та отримали вісім перемог у десяти перегонах (3 — De Ferran Motorsports, 5 — Highcroft Racing). Австралієць Девід Бребем і Скотт Шарп з Highcroft Racing стали чемпіонами серії в класі LMP1.